# قناة إن بي أو 1
قناة أن بي أو 1 (سابقاً Nederland 1 تنطق بالهولندية: [ˌneːdərlɑnt ˈeːn] حتى 2014) هي أول قناة تليفزيونية وطنية في هولندا، تم إطلاقها 2 أكتوبر 1951.

## معرض صور

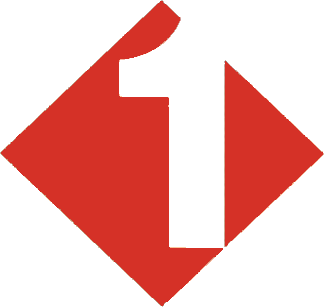